# Landtagswahl in Tirol 1919
- SDAPDÖ: 11
- TVP: 38
- WV: 1
- DFP: 6

Die Landtagswahl in Tirol 1919 fand am 15. Juni 1919 statt und war die erste Landtagswahl in Tirol nach dem Ende des Ersten Weltkriegs und dem Verlust Südtirols. Die Wahl wurde in den beiden Wahlkreisen Nordtirol und Südtirol durchgeführt, wobei pro Wahlkreis 28 Mandate zu vergeben waren. Im Wahlkreis Südtirol konnte jedoch auf Grund der bereits erfolgten Abtrennung von Südtirol nur im Bezirk Lienz gewählt werden. Die Verteilung der 28 Mandate im Wahlkreis Südtirol erfolgte daher durch Hochrechnung der Stimmenverteilung im Bezirk Lienz.
Bei der Landtagswahl ging die Tiroler Volkspartei (TVP) als Sieger hervor. Sie konnte 38 der 56 Mandate erzielen und erreichte dabei eine Zweidrittelmehrheit. Den zweiten Platz belegte die Sozialdemokratische Arbeiterpartei Österreichs, die 11 Mandate erreichte. Dahinter folgte die Deutschfreiheitliche Partei mit 6 Mandaten und die Wirtschaftliche Vereinigung mit einem Mandat. Die Partei der Kriegsbeschädigten verfehlte den Einzug in den Landtag.
Bei der Landtagswahl, die erstmals nach dem allgemeinen, gleichen und direkten Wahlrecht durchgeführt wurde, beteiligten sich 77,62 % der Wahlberechtigten.

## Gesamtergebnis
|                                                                | Ergebnisse 1919 | Ergebnisse 1919 | Ergebnisse 1919 |
| -------------------------------------------------------------- | --------------- | --------------- | --------------- |
| Wahlberechtigte                                                | 172.282         | 172.282         | 172.282         |
| Wahlbeteiligung                                                | 77,62 %         | 77,62 %         | 77,62 %         |
|                                                                | Stimmen         | %               |                 |
| Abgegebene Stimmen                                             | 133.721         |                 |                 |
| Ungültig                                                       | 1.419           | 1,06 %          |                 |
| Gültig                                                         | 132.302         | 98,94 %         |                 |
| Partei                                                         | Stimmen         | %               | Mand.           |
| Tiroler Volkspartei (TVP)                                      | 87.302          | 65,99 %         | 38              |
| Sozialdemokratische Arbeiterpartei Deutschösterreichs (SDAPDÖ) | 25.102          | 18,97 %         | 11              |
| Deutschfreiheitliche Partei (DFP)                              | 12.979          | 9,81 %          | 6               |
| Wirtschaftliche Vereinigung (WV)                               | 4.199           | 3,17 %          | 1               |
| Partei der Kriegsbeschädigten                                  | 2.720           | 2,06 %          | 0               |
| Gesamt                                                         | 132.302         | 100,00 %        | 56              |